# مری، ماری هیل، کنتاکی
مری، ماری هیل (به انگلیسی: Murray Hill) شهری در ایالت کنتاکی کشور ایالات متحده آمریکا است که جمعیت آن در سرشماری سال ۲۰۱۰ میلادی، ۵۸۲ نفر بوده‌است.